# Ми-30

## История
В края на 1972 г. конструкторското бюро „Мил“ започва разработването на напълно нов модел хеликоптер, подобен на американските модели на компанията Bell – XV-15 и V-22 Osprey. Новият модел получава обозначението Ми-30.
По своята същност новият хеликоптер е хеликоптер-самолет, съчетаващ най-доброто от двата летателни апарата – вертикално излитане и кацане и висока летателна скорост.
В началото на проектирането е предвидена емкост на новия модел – 19 пътници или до 2000 кг. товари, фюзелаж от самолетен тип с два носещи винта с диаметър 11 м, разположени в края на двете крила. Предвидено е носещите винтове да се завъртат на 90 градуса при полет. Полетната маса е разчетена на 10 600 кг, скоростта – на 560 км/ч, а радиусът на действия – на 800 км.
В хода на работата са променени изискванията към машината – увеличен е броя на пътниците на 32 души, масата – на 30 500 кг, диаметърът на носещите винтове – на 12,5 м. Предвидено е хеликоптерът да бъде въоръжен с два мощни газотурбинни двигателя Д-136.
Моделът е включен в програмата за превъоръжаване на руската армия за периода 1986 – 1995 г. Не е реализиран на практика, поради икономически затруднения.
През 1991 г. КБ „Мил“ разработват три по-малки модификации на Ми-30 – Ми-30С, Ми-30Д и Ми-30Л. Предвидено е трите проекта да бъдат финансирани по програмата „ФАР“ на Европейския съюз. Средства по програмата не са осигурени и работата по проектите е прекратена.

## Модификации
- Ми-30С – модификация за превоз на 21 пътници или товари до 3,2 т.
- Ми-30Д – модификация за превоз на 11 пътници или товари до 2,5 т.
- Ми-30Л – модификация за превоз на 7 пътници или товари до 0,95 т.